# Метал (У-сін)
Елемент Метал (кит. спр. 金, піньїнь: jīn) — цей символ надає силу і приносить успіх у фінансових справах, метал є четвертим етапом у-сін. Цей елемент відповідає за мале інь, час року пов'язане з осінню. Символ цей наділяє людину чутливістю і чарівністю, схильні все ідеалізувати, але разом з тим рішучі в досягненні цілей, мають гострий аналітичним розумом, критика діє на цю людину як червона ганчірка на бика. Напрямок захід і північний захід, він символізує силу небес і влада господаря-батька, планета Венера, колір білий.
Плюси: мрійливість, успішність, рішучість, стабільність, справедливість, наснагу, романтичність, переконаність.
Мінуси: відсутність гнучкості, грубість, пристрасність, самовиправдання, суперництво, сварливість, відлюдництво, меланхолійність, упертість.
Сумісність: Метал хороші взаємини досягаються зі стихією Води. У поєднанні з Землею і Вогнем можлива напруженість. З інших металів відносини нейтральні.
Час доби: 3—5 години ночі.

## Астрологія
У китайській астрології, метал входить в 10-річний цикл небесних стовбурів (п'яти елементів інь і янь), які поєднують у собі 12 земних гілок. Метал управляє китайськими знаками такими як Мавпою, Півнем і Собакою.